# Đốt sống lưng

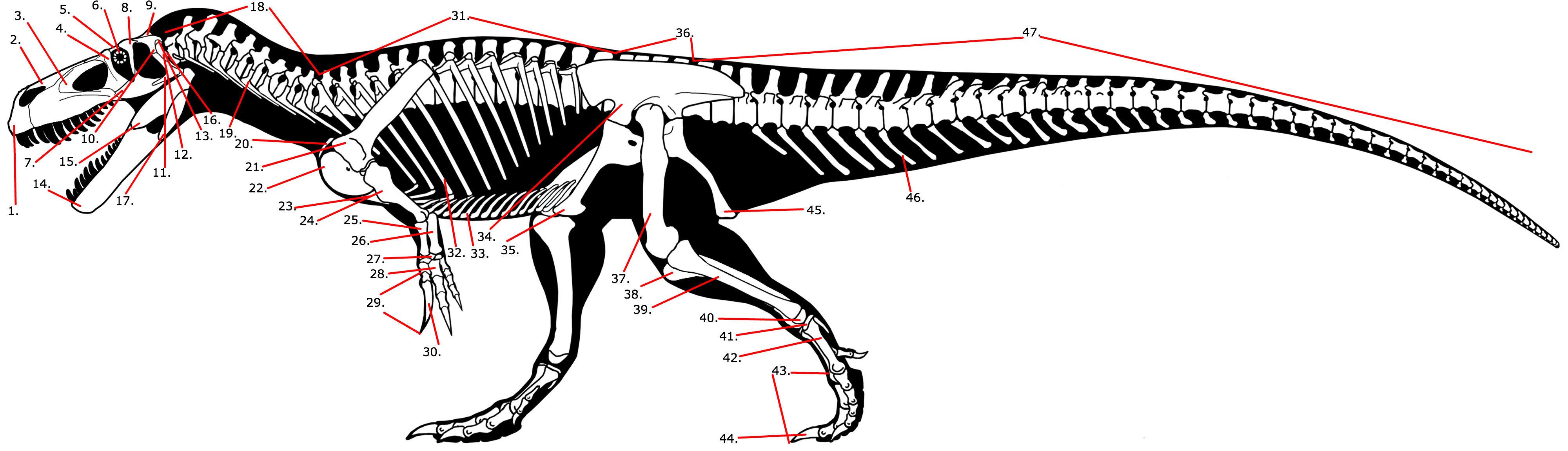
Sơ đồ bộ xương khung long chân thú. Phần 31 là những đốt sống lưng

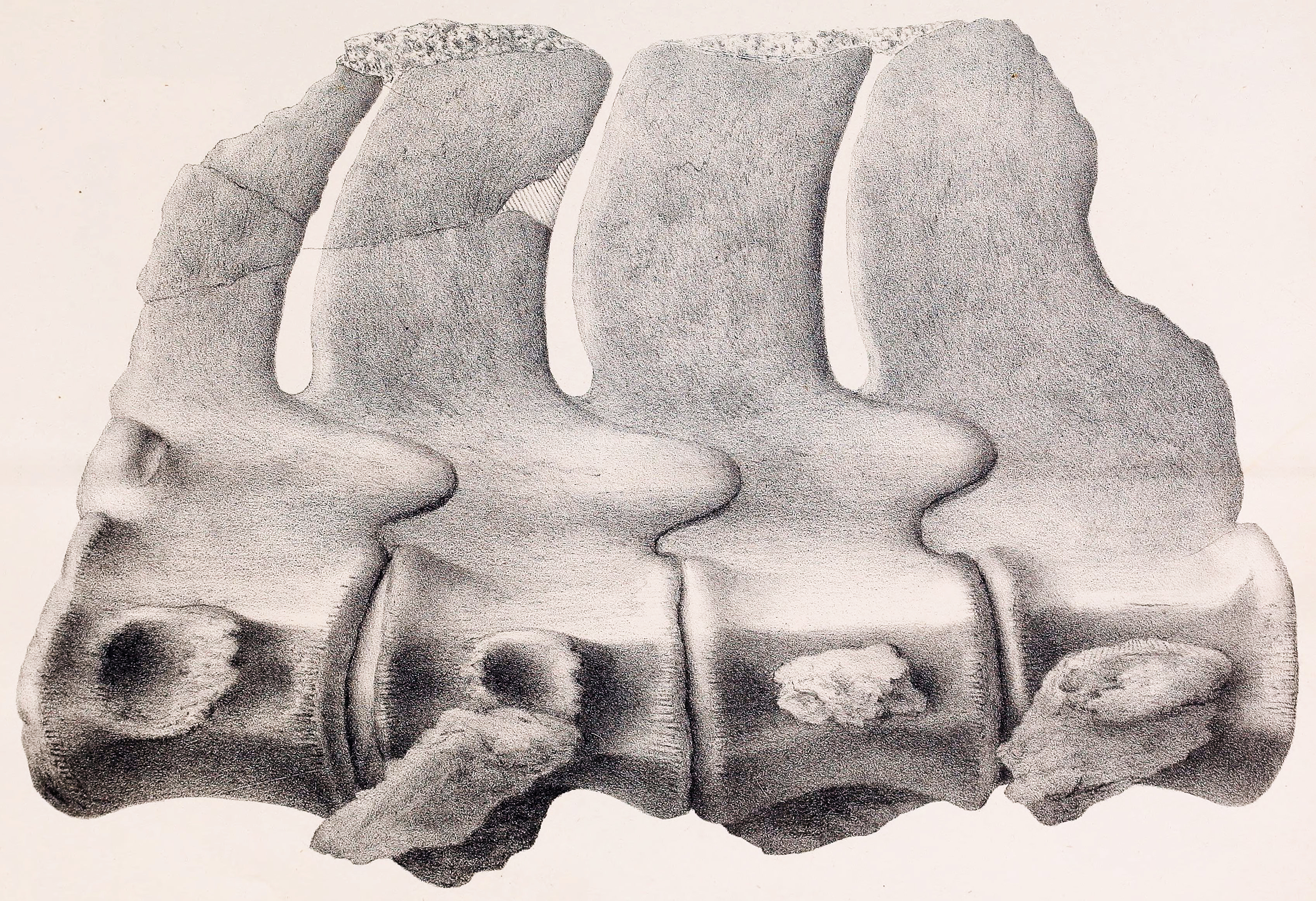
Bốn đốt sống lưng của Elasmosaurus. Phần hướng lên dạng hình chữ nhật là những gai thần kinh

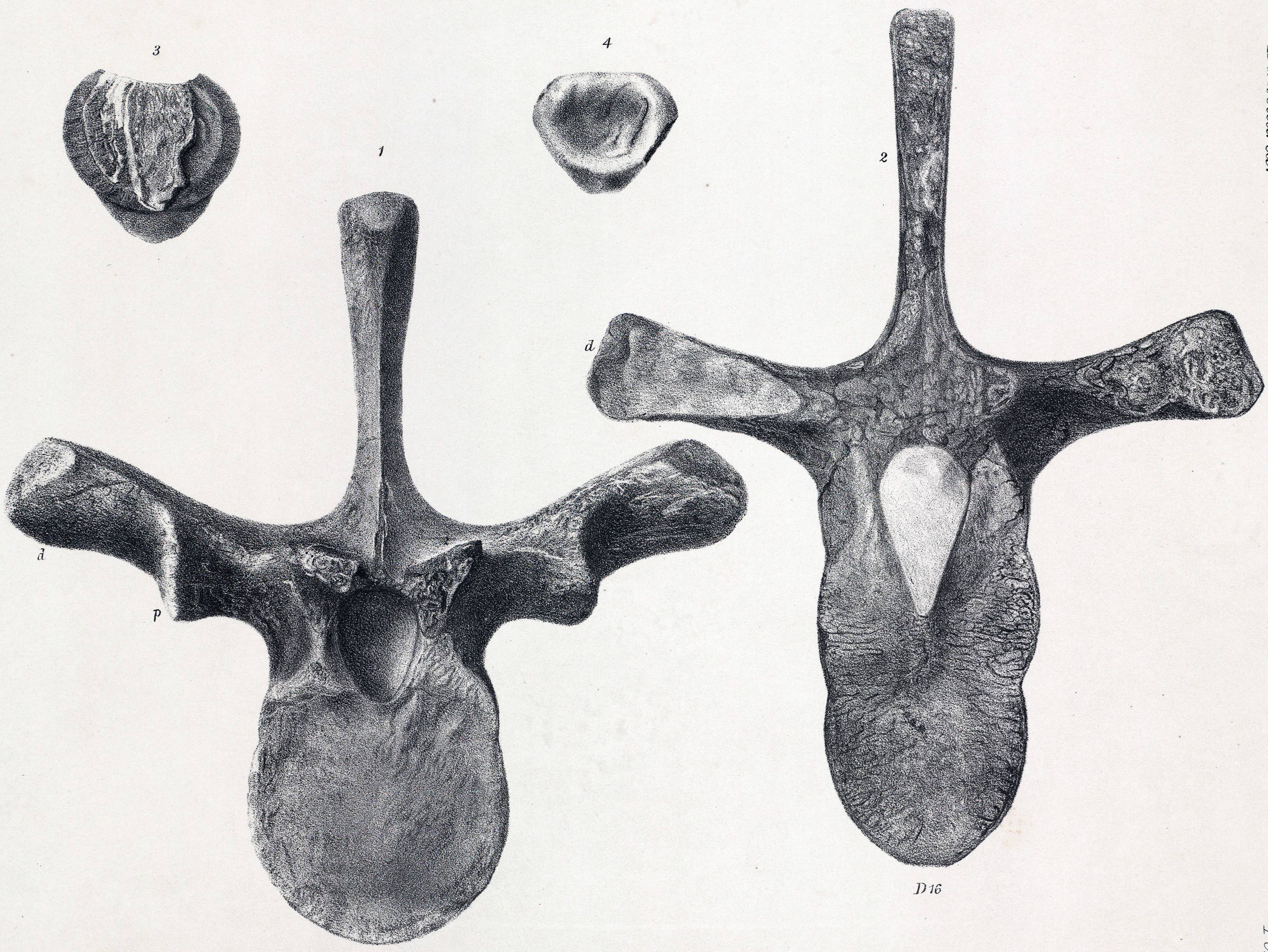
Đốt sống lưng Scleidosaurus. Phần chĩa ra như chạc ba là các gai thần kinh

Đốt sống lưng (tiếng Anh dorsal vertebra là một trong các đốt sống ở lưng. Đốt sống lưng một số loài khủng long có các gai thần kinh rất dài như Spinosaurus, Acrocanthosaurus, số khác lại cụt và ngắn như ở Ankylosaurus.